# Jollas puntalara
Jollas puntalara är en spindelart som beskrevs av Galiano 1991. Jollas puntalara ingår i släktet Jollas och familjen hoppspindlar. Inga underarter finns listade i Catalogue of Life.